# Felix Dawood Al Shabi
Felix Dawood Al Shabi (* 19. Januar 1975 im Karemlash) ist ein irakischer chaldäisch-katholischer Geistlicher und Bischof von Zaku.

## Leben
Felix Dawood Al Shabi studierte am Babel College in Baghdad und empfing am 29. Mai 1998 durch Patriarch Raphael I. Bidawid das Sakrament der Priesterweihe für das Patriarchat von Babylon.
Bis 1999 war er in Mossul und anschließend in den Vereinigten Staaten tätig. Im Jahr 2007 wurde er in den Rang eines Chorbischofs erhoben.
Die Synode der chaldäisch-katholischen Kirche wählte ihn zum Bischof von Zaku. Papst Franziskus bestätigte die Bischofsernennung am 27. Juni 2020. Der Patriarch von Babylon, Louis Raphaël I. Sako, spendete ihm am 30. August desselben Jahres in der Chaldäischen Kathedrale St. Josef in Bagdad die Bischofsweihe. Mitkonsekratoren waren der Erzbischof von Diyarbakır, Ramzi Garmou, der Erzbischof von Mosul, Najib Mikhael Moussa OP, und Shlemon Warduni, Kurienbischof im Patriarchat von Babylon. Die Amtseinführung im Bistum Zaku fand am 6. September 2020 statt.